# J. Edward Bromberg
Joseph Edward Bromberg, numele la naștere Josef Bromberger (n. 25 decembrie 1903, Timișoara, Austro-Ungaria – d. 6 decembrie 1951, Londra, Anglia, Regatul Unit) a fost un actor de teatru și de cinema american, evreu originar din Banat, cunoscut  mai ales din roluri secundare "de caracter" în producții de teatru și filme din anii 1930-1940.

## Copilăria și tinerețea
S-a născut în anul 1903 la Timișoara - Temesvár, pe atunci în Imperiul Austro-Ungar în familia lui Hermann Bromberger și a lui Josephine, născută Roth. Când a avut 5 ani, în anul 1908, a emigrat cu familia în Statele Unite, care s-a stabilit la New York.
A învățat la o școală elementară din districtul 10, în zona Bronx. A studiat apoi la liceul Stuyvesant, unde a frecventat clubul de dramă al lui Gustav Blum. Încă din copilărie fusese fascinat de spectacolele pe care le-a văzut la Forty-eight Street Theatre. La Stuyvesant High School au învățat și James Cagney și Joseph L.Mankiewicz . Bromberg s-a împrietenit acolo cu Morris Carnowski și acesta l-a convins să i se alăture vreme de doi ani la lecțiile lui Leo Bulgakov. În acest scop și pentru a se putea întreține din munca la o spălătorie, la o fabrică de bomboane și apoi cea de comis voiajor, Bromberg a abandonat studiile la City College din New York. Mentorul său, regizorul Leo Bulgakov era un elev al lui Stanislavski și rămăsese în 1924 în Statele Unite, împreună cu soția sa, Varvara, în cursul unui turneu al Teatrului artistic din Moscova.

## Cariera actoricească
Aspectul scund și rotofei al lui Bromberg l-a făcut să fie selecționat mai mult în roluri secundare, „de caracter” în care s-a distins în anii 1930-1940.
El și-a făcut debutul la Greenwich Village Playhouse în 1926 în piesa Prințesa Turandot de Carlo Gozzi, într-un dublu rol:Tartaglia și Ishmael.
Eva Le Gallienne (1899 - 1991) l-a remarcat și l-a angajat de îndată, vreme de cinci ani, ca membru fondator în trupa ei, Civic Repertory Theatre de pe Broadway.
În anul următor Bromberg s-a căsătorit cu Goldie Doberman, cu care a avut trei copii, dintre care unul a devenit actrița Marcia Bromberg, iar
altul scenaristul și producătorul de televiziune Conrad Bromberg. 
Mai apoi Bromberg a jucat timp de doi ani la Guild Theatre. Tot prin intermediul lui Morris Carnowsky, Bromberg a ajuns în atenția lui Harold Clurman, a lui Cheryl Crawford și a lui Lee Strasberg. Drept consecință, el a fost invitat să facă parte, ca membru fondator (1931-1940), din compania Group Theatre, care și-a propus să aducă pe Broadway piese ce explorau subiecte sociale și morale, cu ajutorul unor tehnici actoricești care puneau accentul pe realismul emoției și adâncimea psihologică. Pe scena de la Group Theatre a fost remarcat în două roluri principale, în piesele Men in White și Gold Eagle Guy.
De asemenea, a jucat într-un remarcabil rol secundar în piesa lui Clifford Odets, Awake and Sing, pe care o va regiza in 1946 in cadrul companiei Actors' Laboratory Theatre. În 1932 a jucat roluri comice la Forty-eight Street Theatre. În același an, la 12 martie 1932 a fost ovaționat pentru jocul său în rolul Pablo Montoya din piesa Noapte peste Taos de Maxwell Anderson la Group Theatre.
Începând din 1936, s-a lansat și în lumea cinematografiei, semnând un contract cu compania Twentieth Century Fox. Debutul l-a făcut în filmul Stea pentru o noapte (Star for a Night) 
În afară de rolurile din 35 de producții de pe Broadway (uneori sub numele Joseph Bromberg), în anii 1936-1950 J.Edward Bromberg  a apărut în roluri secundare din 53 de filme artistice.
A fost ales mai cu seamă pentru roluri de tată și de personaje negative, de la nemilosul redactor de gazeta new yorkeză din piesa Charlie Chan pe Broadway și până la tiranicul șeic arab din spectacolul Mr. Moto Takes a Chance. În plus, în ciuda faptului că vorbea de obicei fără accent a fost solicitat să întruchipeze rolul unor umili imigranți de cele mai diverse origini. Când în 1938 a murit Warner Oland, actorul care îl interpreta pe Charlie Chan, studiourile Fox a cântărit înlocuirea lui cu Bromberg dar în cele din urmă a optat pentru Sidney Toler. Fox l-a împrumutat pe Bromberg și altor companii de film, iar în 1941 a renunțat la serviciile sale. În vremea șederii la Hollywood a contribuit la fondarea trupei Actors' Laboratory Theatre, menită să producă spectacole de calitate și pe coasta de est. El a continuat să colaboreze cu alți producători de cinema, odată și cu Universal Pictures la mijlocul anilor 1940. 
În 1948 Bromberg a jucat in filmul lui Howard Hawks S-a născut o stea.

## Persecuțiilemccarthiste

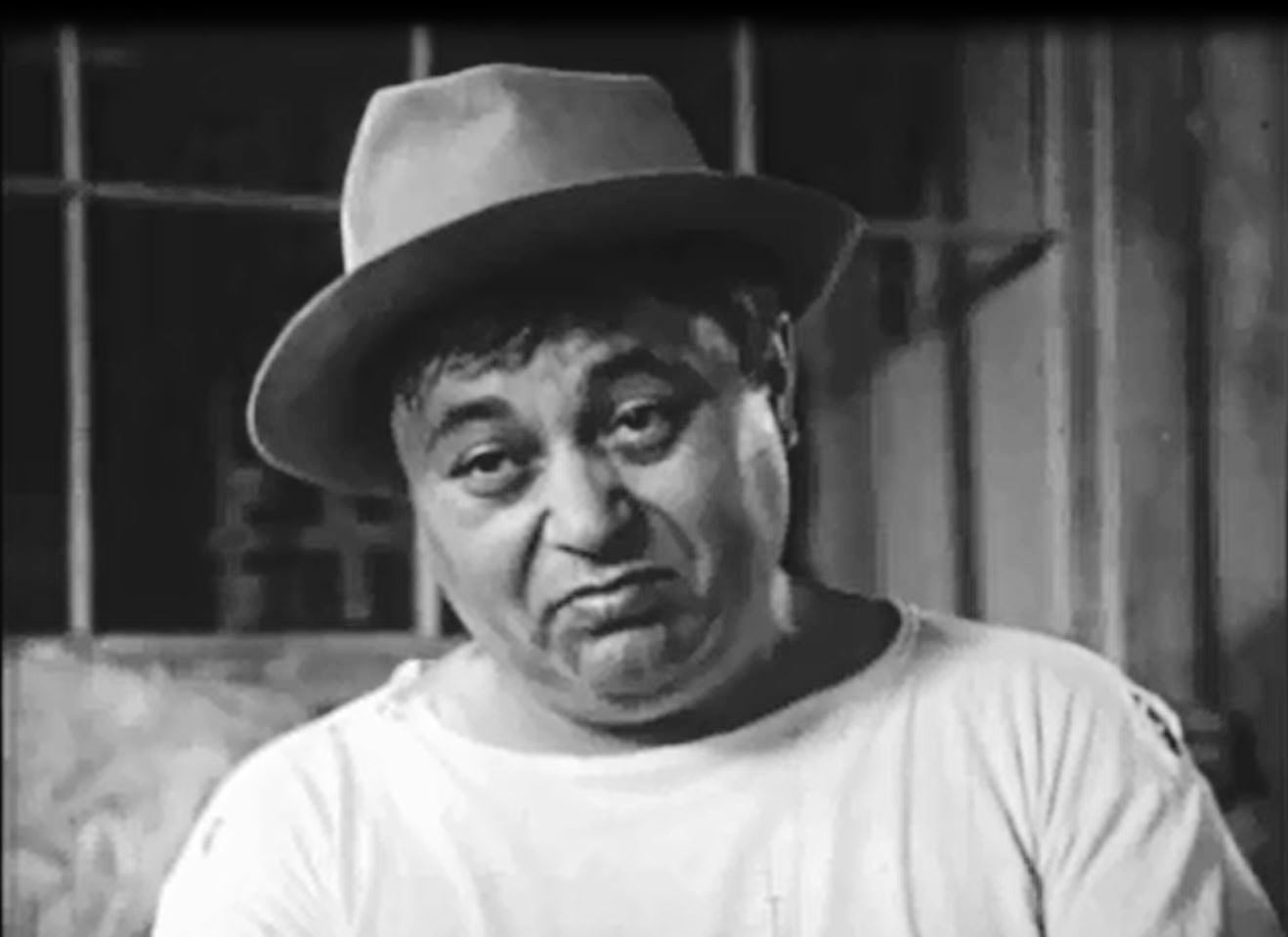
J. Edward Bromberg în Queen of the Amazons (1947).

În anii „vânătorii de vrăjitoare” de la sfârșitul anilor 1940 și începutul anilor 1950 în S.U.A au atras atenția participarea lui Bromberg, între altele, la trupe cunoscute ca având orientare de stânga  precum Group Theatre sau teatrul Michigan din Ann Arbor. Se știa, de asemenea că în 1935 jucase în Waiting for Lefty de Clifford Odets, iar în anul 1944 în comedia antibelicistă Jacobowski și colonelul. Fiind suspectat ca fost membru  al secției Partidului Comunist de la Hollywood, Bromberg a fost pus pe o listă neagră a publicației de dreapta „Red Channels” (Canale roșii)  și la 26 iunie 1951 a fost adus în fața Comitetului parlamentar pentru Activitățile Antiamericane, deși ceruse să fie scutit din motive medicale, fiind suferind de o agravare a unei boli de inimă reumatice. A fost anchetat de deputatul democrat John W.Wood, din cercul senatorului Joe McCarthy și i s-a spus că e pasibil de o pedeapsă de un an închisoare și o amendă de o mie de dolari. Bromberg refuzat să răspundă la întrebări, și să denunțe pe alții, invocând amendamentul al 5-lea la constituție. În presă s-a plâns de spiritul inchizitorial al anchetelor împotriva sa.
Între cei care l-au denunțat pe Bromberg că ar fi fost în trecut membru in Liga Antinazistă și în Partidul Comunist din Statele Unite, secția din Hollywood, ceea ce era numit „Hollywoodul roșu”, s-au numărat actorul Lee J.Cobb, dramaturgul Clifford Odets și regizorii Elia Kazan (la 10 aprilie 1952) ;Frank Tuttle și scriitorul Martin Berkeley (la 19 septembrie 1951) 
Acuzațiile că ar fi „roșu” au pus în mare măsură cruce carierei sale de actor. A mai apucat să joace pe Broadway în rolul Ambrose Atwater din piesa  Interzis pentru minori de Elmer Rice, personaj care semăna cu John W. Wood. În ultimii ani ai vieții s-a ocupat mai ales de predarea de lecții de artă dramatică.
A emigrat la Londra, unde a murit la 6 decembrie 1951 de atac  de cord, în perioada în care juca în comedia Cel mai mare hoț din oraș de Dalton Trumbo. Avea numai 47 de ani. La 23 decembrie 1951 s-a organizat un serviciu memorial la Hotelul Edison din New York în care a fost celebrată aniversarea a 25 de ani de contribuții pe care Bromberg le-a adus  teatrului american ca actor și ca profesor. Evenimentul a fost frecventat de sute de colegi de breaslă. Actrița Lee Grant care a pronunțat un discurs elogios în memoria defunctului artist, a devenit ea însăși, ulterior, victimă a boicotului mccarthist.
 
J. Edward Bromberg a fost înhumat la cimitirul evreiesc Mount Hebron din cartierul Flushing din Bronx, New York.
Mai târziu, Elia Kazan, în memoriile sale, publicate în 1988, a scris:
„Joe Bromberg a fost unul din membrii de la Group company pe care i-am admirat cel mai mult. Am considerat că era un actor de un talent imens, un om care putea juca o mare varietate de personaje. S-a spus că Comitetul parlamentar pentru Activități Antiamericane l-a omorât pe Joe. Desigur, presiunea la care a fost supus l-a dat gata”
.

## In memoriam
- 1986 - Fiul său, Conrad Bromberg, a scris piesa Dream of a Blacklisted Actor în memoria tatălui său

## Roluri pe Broadway
- Princess Turandot (1926) rolurile lui Tartaglia și Ishmael
- House of Connelly (1931)  -  Duffy
- Noapte peste Taos (1932) - Pablo Montoya
- Both Your Houses (1933) - Wingblatt
- Men in White (1933) - Dr. Hochberg
- Gold Eagle Guy (1934) - Guy Button
- Awake and Sing! (1935) - Uncle Morty
- Jacobowsky and the Colonel (1945) - Szabuniewicz
- The Big Knife (1949) - Marcus Hoff

## Filmografie parțială
- Ladies in Love (1936)
- Stowaway  (1936)
- Charlie Chan on Broadway (1937)
- Mr. Moto Takes a Chance (1938)
- Suez (1938)
- The Baroness and the Butler (1938)
- Hollywood Cavalcade (1939)
- Strange Cargo  (1940)
- The Mark of Zorro  (1940)
- Pacific Blackout (1941)
- Phantom of the Opera (1943)
- Son of Dracula (1943)
- Chip Off the Old Block (1944)
- The Missing Corpse (1945)
- The Walls Came Tumbling Down (1946)
- Cloak and Dagger (1946)
- Guilty Bystander (1950)